# 安吉立
詹姆斯·伯里爾·安吉爾（英語：James Burrill Angell，1829年1月7日—1916年4月1日），舊譯名安吉立或安吉利，是美國的教育家和外交官。他最出名的是作為密歇根大學任職時間最長的校長（1871到1909年）。他促成了密歇根大學從小型大學到面向全國的大學的轉變。在他充滿活力的領導下，密歇根大學成為一所精英公立大學。安吉爾經常被教育管理人員引用，因為他提出了著名的大學應該提供“為尋常人提供不尋常的教育”的願景。從1866年到1871年，安吉爾還是佛蒙特大學的校長，幫助這所小學校從內戰帶來的經濟困難中恢復過來。在整個戰爭期間，他是《普羅維登斯日報》的編輯，並且在美國內戰期間是亞伯拉罕·林肯的堅定支持者。
安吉爾於1880年至1881年擔任美國駐華公使，然後於1897年至1898年擔任美國駐土耳其大使。1880年安吉爾作為美國談判代表，來到中國修訂條約。在此前的1868年，清廷委託前美國駐華公使蒲安臣簽訂了《蒲安臣條約》，由此開啟了華人移民美國的浪潮。然而由於19世紀末甚囂塵上的白人至上主義和黃禍論，美國政府考慮限制華人勞工的移民。1880年11月，安吉爾同軍機大臣李鴻藻在北京簽訂《中美續修條約》（又譯《安吉立條約》）。根据新条约，美国政府将暂停移民的熟练和非熟练劳工从中国，同时仍然允许专业人员移民。该条约也重申了美国继续致力于保护已经在美国的中国劳动者的權力。一年半後，美國國會通過了《排華法案》，徹底禁絕了華人的移民。在土耳其，安吉爾負責在亞美尼亞大屠殺後的動亂期間保護美國傳教士。安格爾是羅德島著名的洋基家族的成員，該家族的許多成員成為了高級學者。

## 外部連結
- Brown University biography of James B. Angell （页面存档备份，存于）
- Digitized Selections from the James B. Angell Papers, 1845–1916 at the Bentley Historical Library, University of Michigan （页面存档备份，存于）
- University of Michigan biography of James B. Angell （页面存档备份，存于）